# Maria Paulowna van Rusland (1890-1958)

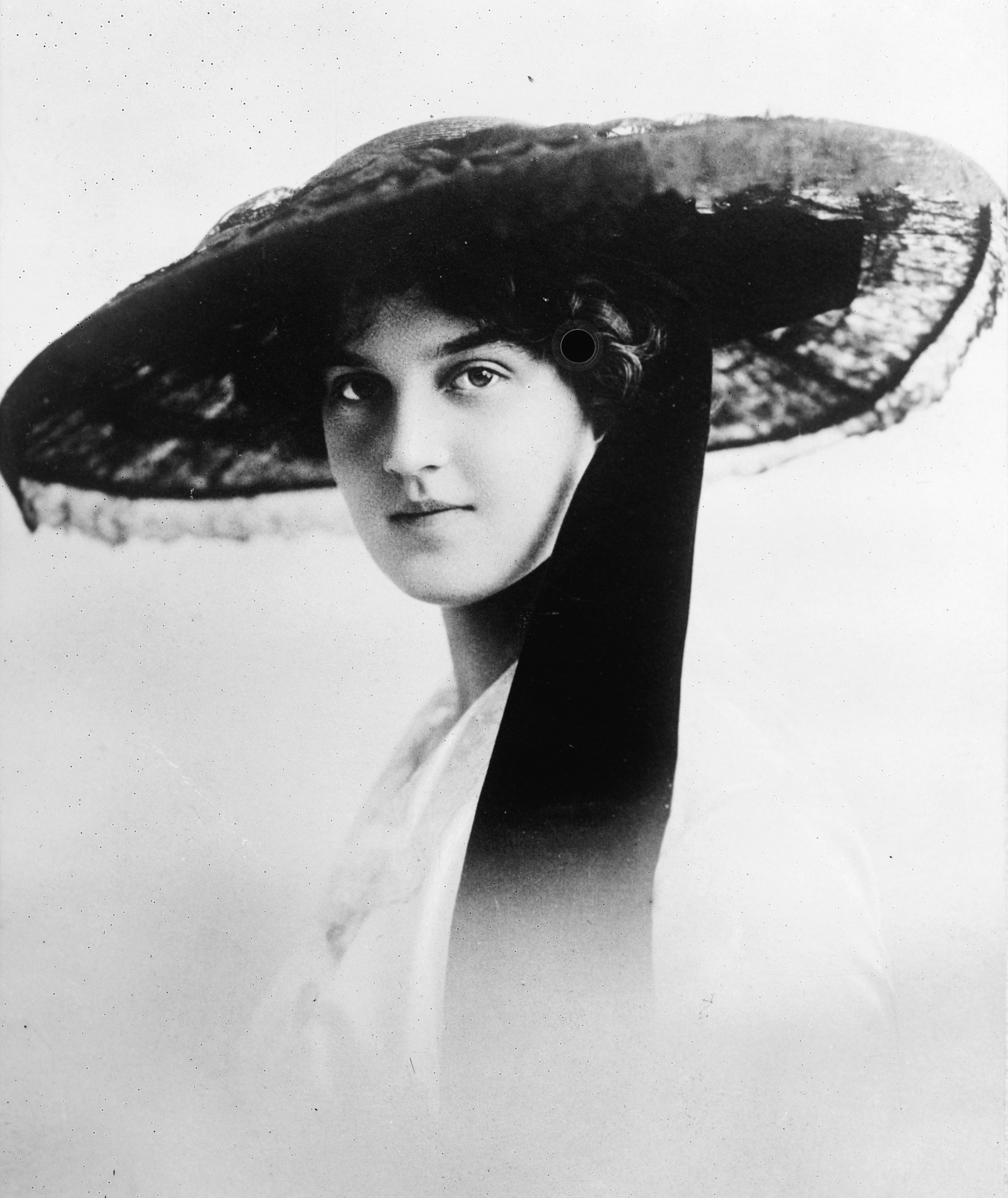
Maria Paulowna van Rusland (1890–1958)

Maria Paulowna Romanova (Russisch: Мария Павловна Романова) (Sint-Petersburg, 6 april 1890 — Mainau, 13 december 1958), grootvorstin van Rusland, was de dochter van Paul Aleksandrovitsj van Rusland en diens echtgenote Alexandra van Griekenland. Maria is twee keer getrouwd geweest; met prins Willem van Zweden, de zoon van koning Gustaaf V van Zweden, en met prins Sergej Michailovitsj Putjatin.

## Jeugd
Maria's vader was grootvorst Paul Aleksandrovitsj, de jongste zoon van tsaar Alexander II en Maria Alexandrovna; haar moeder was prinses Alexandra van Griekenland, de oudste dochter van koning George I van Griekenland en diens echtgenote Olga Konstantinovna van Rusland. Alexandra stierf in 1891 tijdens de bevalling van haar tweede kind, Dimitri Paulovitsj. Maria was toen nog geen twee jaar oud. Na het overlijden van Alexandra begon Paul Aleksandrovitsj een verhouding met de niet-adellijke Olga Karnovitsj, met wie hij in 1902 trouwde, waarna het paar in verbanning in Parijs ging leven.
Maria en haar broertje kwamen toen onder voogdij van grootvorst Sergej Aleksandrovitsj, de broer van hun vader, en diens vrouw Elisabeth van Hessen-Darmstadt, de zus van tsarina Alexandra Fjodorovna, te staan. Elisabeth was erg afstandelijk tegenover de kinderen, maar Sergej sloot ze in zijn hart en behandelde ze als zijn eigen kinderen. Toen Rusland in 1905 in oorlog kwam, werden Maria en Dimitri met Sergej en Elisabeth ondergebracht in het Kremlin, Moskou, waar ze veilig zouden zijn voor de revolutiegezinde rebellen die de stad al enige tijd teisterden. Dit kon echter niet voorkomen dat grootvorst Sergej op 17 februari in zijn koets werd opgeblazen. Na de moord op Sergej ging Elisabeth in een klooster.
Niet veel later kreeg Maria een pijnlijke verrassing te verwerken; ze werd de verloofde van Prins Willem van Zweden, de zoon van koning Gustaaf V van Zweden en diens echtgenote Victoria van Baden. Veel familieleden waren net als Maria niet blij met het huwelijk. Daarom werd het huwelijk uitgesteld tot Maria achttien zou zijn.

## Huwelijk
Op 3 mei 1908 trouwden Maria Paulowna en Willem, waarna het paar in Stockholm, Zweden, ging wonen. Maria was erg ongelukkig; ze was niet geliefd bij de vrouwen aan het Zweedse hof en ook Willem en Maria mochten elkaar niet. Op 8 mei 1909 beviel Maria van een zoon, Lennart, maar ook dit kon hun relatie niet redden. In 1911 stelde de koning, die wel veel om zijn schoondochter gaf, voor om een cruise te maken naar Siam. Maria had nog gehoopt op verbetering in hun relatie, maar die bleef uit. Ze besloot van Willem te scheiden; pas een paar jaar later kon hun huwelijk officieel ontbonden worden. Maria was eindelijk vrij en maar wat blij dat ze weer terug kon naar Rusland. Ze wilde haar zoontje pas in 1921 weer zien; ze zocht hem toen op in Zweden.

## Oorlog en revolutie
Een paar maanden na Maria’s vierentwintigste verjaardag kwam het conflict tussen Oostenrijk en Koninkrijk Servië tot een climax en begon de Eerste Wereldoorlog. Net als veel vrouwen van de keizerlijke familie volgde Maria een opleiding tot verpleegster en ging ze werken in oorlogshospitalen. In 1915 nam ze een hospitaal over in Pskov. Later kreeg ze een onderscheiding voor het werk dat ze tijdens de oorlog verrichtte.
In december 1916 hoorde Maria van de moord op Raspoetin, waar haar broer aan had meegewerkt. Dimitri werd verbannen naar het Perzische front. Deze moord en de oorlog zorgden voor veel onrust in het land, die langzaam revolutionaire vormen begon aan te nemen. In deze onzekere tijd werd Maria verliefd op prins Sergej Michaelovitsj Putjatin, de zoon van de bevelhebber van de paleizen in Tsarskoje Selo. Toch begon de revolutie ook voor Maria steeds dichterbij te komen, al werd die voor haar pas werkelijkheid toen haar vader, die in 1915 weer aan het Russische hof was verwelkomd, en zijn gezin eind augustus 1917 gevangen werden genomen. Hierdoor kon haar familie niet aanwezig zijn bij haar bruiloft op 19 september. Op 8 juli 1918 beviel Maria van een zoon: Roman Sergejevitsj (overleden in 1919). Niet veel later hoorde Maria van de moord op een aantal familieleden en begon ze plannen te maken om het land uit te vluchten. Maria en Sergej vluchtten naar het hof van haar nicht koningin Marie van Roemenië.

## Verbanning
De tijd daarna was voor Maria erg onzeker. Ze wist met moeite rond te komen door de verkoop van de juwelen en diamanten, die haar schoonouders tijdens de revolutie hadden weten te bemachtigen. Niet lang nadat ze uit Rusland was gevlucht, hoorde ze van de moord op haar vader en enkele andere familieleden. Dit was een grote schok voor haar.
Maria reisde vanuit Roemenië naar Parijs en vervolgens naar Londen, waar ze werd herenigd met haar broer. Uiteindelijk besloten Maria en Sergej dat ze zich zouden vestigen in Parijs, waar Sergej voor een bank ging werken en Maria een borduurwinkeltje opende. Maria’s winkel was in eerste instantie een groot succes; tot haar klanten kon ze o.a. de modeontwerpster Coco Chanel rekenen. Maar al snel ging het bergafwaarts met haar winkel. Ook in haar huwelijk ging het fout; in 1923 scheidden Maria en Sergej. Maria was weer ‘vrij’ en besloot zich in de Verenigde Staten te vestigen, waar ze haar memoires "The Education of a Princess" schreef. Maar ook in Amerika woonde ze niet lang; ze vertrok samen met een vriendin naar Buenos Aires, Argentinië. Daar hoorde ze van het overlijden van haar broer. Niet lang daarna zocht haar zoon Lennart haar op en hij stelde voor haar mee te nemen naar zijn kasteel Schloss Mainau, dat op het eiland Mainau in het Bodenmeer lag. Daar stierf ze op 13 december 1958 aan een longontsteking. Het was haar laatste wens geweest om verenigd te worden met haar broer Dimitri, dus liet Lennart hem herbegraven in de crypte onder de kapel van Schloss Mainau.